# Брава (вулкан)
Брава (порт. Brava) — вулкан, расположенный на одноимённом острове в Кабо-Верде.
Является стратовулканом, возвышающемся над островом на высоту более 900 метров. Состоит примерно из 15 кратеров и нескольких шлаковых конусов, расположенных вдоль 2-3 линиаментов. Вулканическая активность была в современный период и в настоящий момент вулкан относится к типу спящих вулканов, т.к. вулкан время от времени даёт о себе знать в виде незначительных землетрясений в последние годы. На острове можно встретить карбонатные лавы. Морфологический анализ почв показывает, что извержения были плинианского характера. Состав лав был преимущественно из фонолитов. В состав пород некоторых шлаковых конусов входит базанит. На острове Брава более высокая сейсмичность, чем на соседнем Фогу. На это показывает высокий уровень магмы подходящий к поверхности небольшого водоёма расположенного на острове, но зафиксированных исторических данных об извержениях вулкана нет.